# أقيحوان
الأقيحوان (الاسم العلمي: Chrysanthellum) هو جنس نباتي يتبع فصيلة النجمية من رتبة النجميات.